# ローレンス・ファインズ (第5代セイ＝シール子爵)
第5代セイ＝シール子爵ローレンス・ファインズ（英語: Lawrence Fiennes, 5th Viscount Saye and Sele、1674年以前 – 1742年12月27日）は、イングランド貴族。貴族院議員としてはトーリー党に所属した。

## 生涯
ジョン・ファインズ（1692年頃没）とスザンナ・ホッブズ（Susannah Hobbs、1621年頃 – ?、トマス・ホッブズの娘）の息子として生まれた。少なくとも3人の兄弟に先立たれたため、爵位継承への道が開かれたが、ブロットン城はセイ＝シール男爵の爵位（1674年に第2代セイ＝シール子爵および第9代セイ＝シール男爵ジェームズ・ファインズの死により保持者不在（abeyance）になっていた）とともに継承される領地だったため継承できず、父が所有していたグレート・アムウェルの領地は姉妹スザンナの夫トマス・フィルマー（Thomas Filmer、1701年没）が継承、兄ウィリアム（1699年没）のモアトン・モレルにおける領地も裁判を経てようやく継承できた。
1710年1月2日に伯父ナサニエルの孫にあたる第4代セイ＝シール子爵ナサニエル・ファインズが死去すると、セイ＝シール子爵の爵位を継承したが、前述したように直系ではあるものの不明瞭な点が多く、また1710年以前の経歴がほとんど不明だったため、ローレンスが本当に爵位の継承権者なのか疑う者もおり、彼は1710年2月に請願を出して議会召集令状（writ of summons）を求め、2月15日に承認された後16日に貴族院に登院した。その後、貴族院でヘンリー・サシェヴェレルの無罪を主張（1710年3月）、第4代ハミルトン公爵ジェームズ・ハミルトンがブランドン公爵として貴族院議員に就任する権利を支持した（1711年12月）。
ブロットンとグレート・アムウェルの領地を継承できなかったため、1712年1月にハノーファー選帝侯ゲオルク・ルートヴィヒ（後のグレートブリテン国王ジョージ1世）向けに作成された「貧乏貴族」（poor lords）のリストに名を連ねた（400ポンドの年金を与えることで支持を得られるとされた）。ジョージ1世が即位した後の1718年2月、第3代サンダーランド伯爵チャールズ・スペンサーの内閣への支持を取り付けるために与えられた年金を「オックスフォード伯爵に不利な事柄に賛成しない」という条件付きで受け取った。
1737年5月11日を最後に健康上の理由により登院しなくなり、1742年12月27日に生涯未婚のまま死去した。叔父リチャードの孫リチャードが爵位を継承した。